# Francesco Domenighini
Francesco Domenighini (Breno, 5 ottobre 1860 – Bergamo, 10 maggio 1950) è stato un pittore italiano.

## Biografia

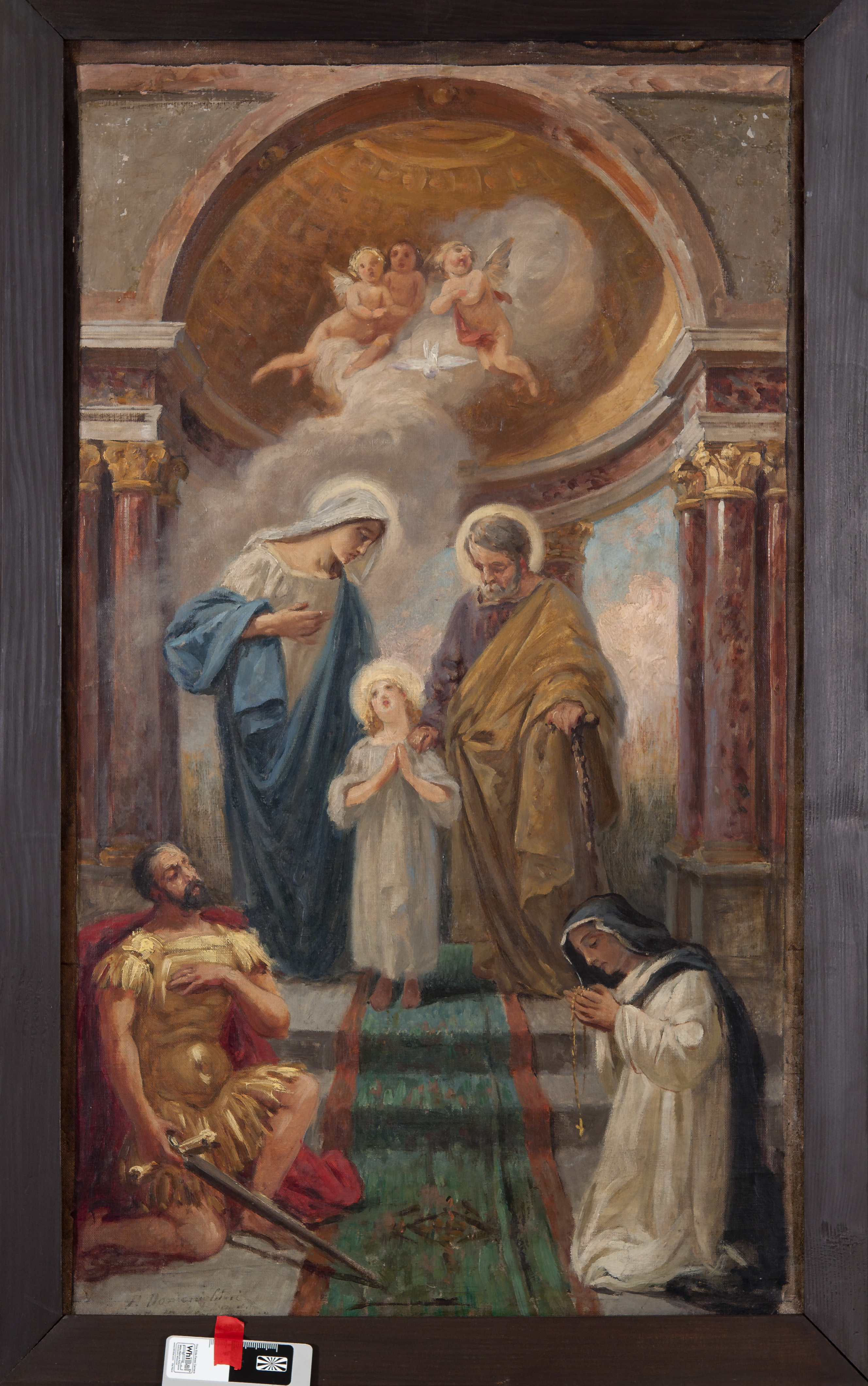
Bozzetto della pala dell'altare maggiore conservato presso il Museo Camuno

Francesco Domenighini nacque a Breno, piccolo paese in Val Camonica, in provincia di Brescia, dove fin dalla giovane età, lavorò come garzone fornaio presso il panificio del paese. La sua passione per il disegno lo portò ad avvicinare il pittore Giuseppe Rota che si trovava nel paese alpino a affrescare alcune abitazioni. Questi, cogliendo le capacità del ragazzo, nel 1876 lo portò con sé a Bergamo, a lavorare presso il suo laboratorio, dove il Dominighini ebbe la possibilità di imparare e di avvicinare anche altri artisti presenti nella città orobica nel XIX secolo tra questi Enrico Scuri, Cesare Tallone e Antonio Guadagnini.
Negli anni successivi prestò servizio presso il Reggimento di cavalleria a Milano. Si spostò poi a Roma per studiare presso la Scuola di Costume dove imparò la pittura dal vero dipingendo alcune facciate di case e palazzi. A Roma espose la sua prima opera Ritratto di sorella che ebbe una critica favorevole.
Dal 1885 al 1896 visse a Buenos Aires in Argentina dove furono moltissimi i suoi lavori, tornando in Italia solo per sposare Laura Campana sua ex allieva di pittura di cui il pittore Ponziano Loverini eseguì il ritratto. In Argentina adottò Laurita, figlia di un cognato rimasta orfana dopo un grave incidente. Di questo periodo rimane è una ricca documentazione in quanto l'artista aveva tenuto un diario, conservato dai familiari, che elenca tutte le opere eseguite nel paese sudamericano.
Nel 1907, dopo il fallimento della banca nella quale aveva depositato i risparmi, fece ritorno in Italia e si stabilì a Bergamo dove fu nominato insegnante di disegno della Scuola d'arte Andrea Fantoni.

## Opere
L'artista ebbe un'attività intensa divisa nei in due periodi:

### Periodo argentino
- affreschi del Teatro Colón a Buenos Aires,
- casa del sig. Riburo, ministro delle finanze (1889),
- palazzo Quintana del presidente della Repubblica Argentina (1891),
- Via Crucis della chiesa della Cattedrale metropolitana di Buenos Aires
- affreschi della cappella mortuaria della famiglia Uriburo al cimitero della Recoleta,
- decorazioni della hall del teatro Ourubia (1891),
- decorazione completa del teatro Odeon, (1892),
- salone d'onore della Facoltà di medicina, con la raffigurazione della Panacea e i 12 quadri del fregio che rappresentano la medicina e la chirurgia (1893),
- scalone d'onore della Facoltà di medicina, con i riquadri parietali delle raffigurazioni mitologiche della medicina,
- decorazione di palazzo Lagarretta (1893),
- decorazione del sontuoso Albergo Americano a Buenos Aires,
- decorazione di case private.

### Periodo italiano
Molte opere realizzate, tra cui spiccano:
- Ritratto della sorella Accademia Carrara (firmato e datato 1887) donato dalla sig.ra Laura Bassoni (1953)[6]
- il salotto di villa Zitti e la casa del cav. Milesi (1900);
- decorazioni del soffitto del Teatro Donizetti a Bergamo (1903);

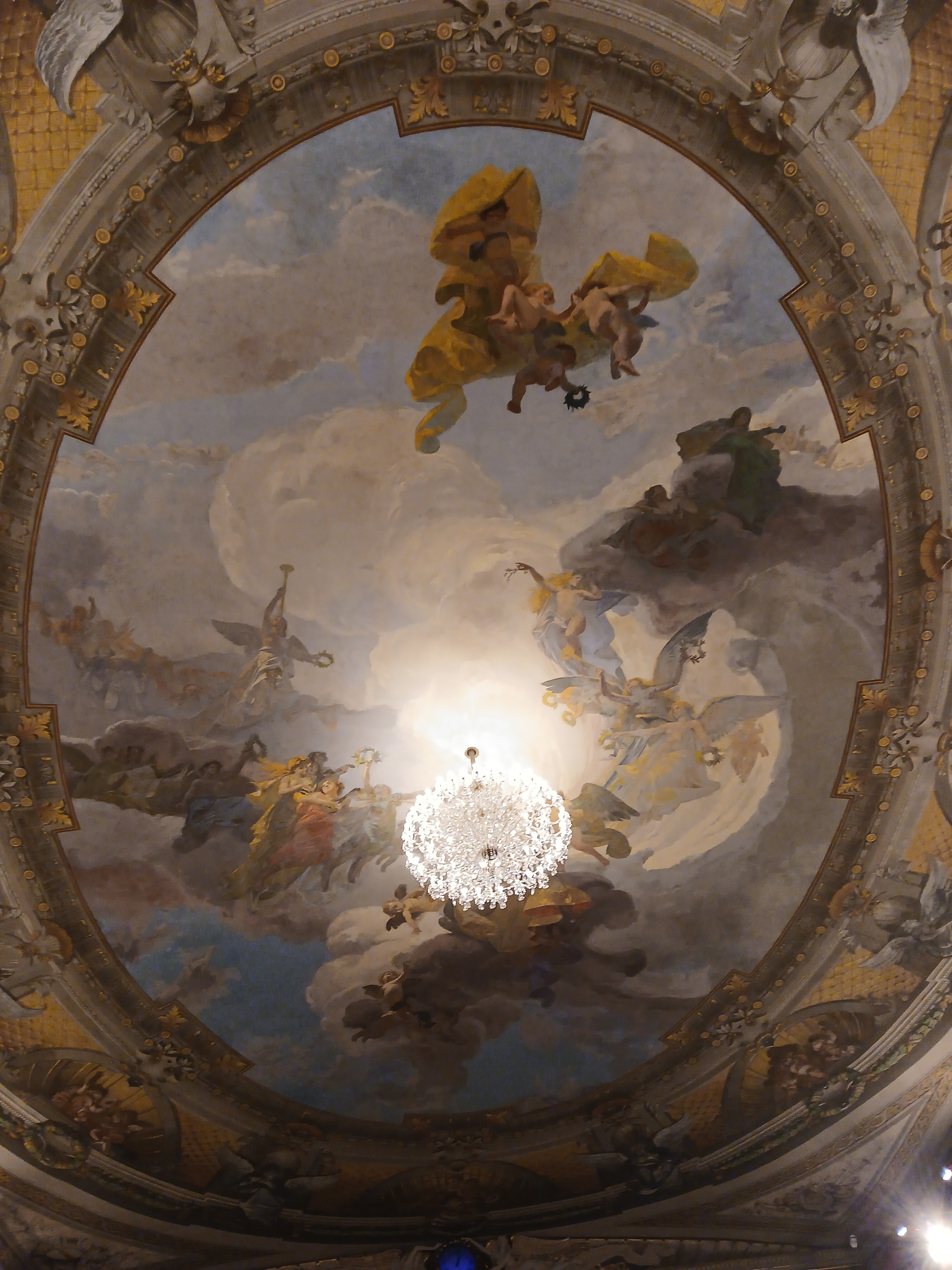
L'arte musicale, soffitto del Teatro Donizetti

- Il trionfo delle arti affresco della volta del Teatro dell'Immacolata (Sala Greppi) a Bergamo, realizzato insieme a Domenico Zappettini (1903) Il trionfo delle arti. Teatro dell'Oratorio dell'Immacolata, Bergamo;

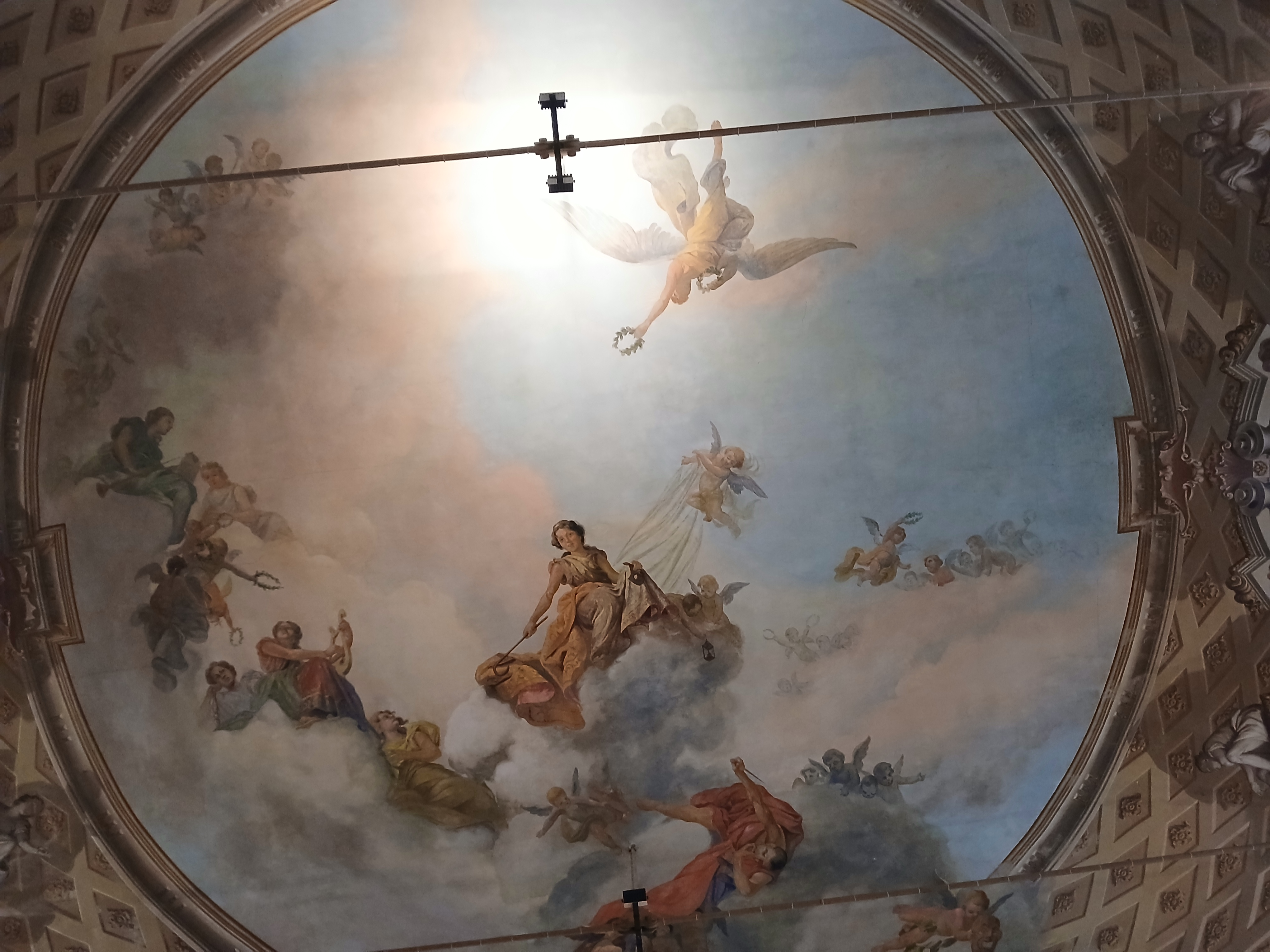
Il trionfo delle arti. Teatro dell'Oratorio dell'Immacolata, Bergamo

- decorazione della chiesa di San Pietro martire di Alzano Lombardo;
- sala del palazzo Mazzola a Bergamo;
- salone dell'albergo Italia a Bergamo;
- la scena notturna con figure danzanti del soffitto della sala Piatti a Bergamo[7];

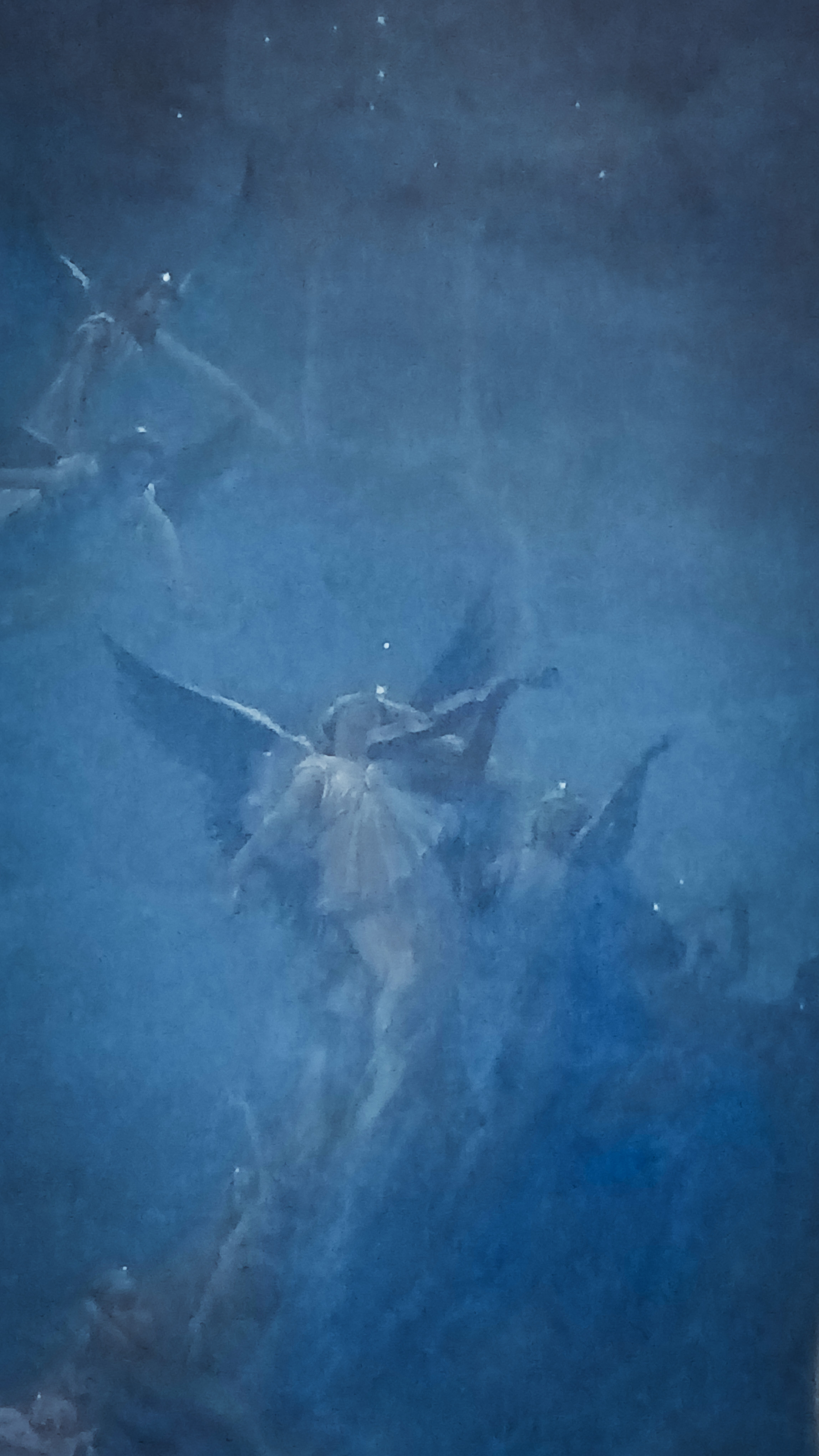
Affresco del soffitto della sala Piatti a Bergamo

- affresco dell'Aurora nel salone del palazzo Colleoni a Cortenova, eseguito per conto del conte Guido Morlani all'inizio del XX secolo;
- soffitto dello scalone nella Banca Piccolo Credito Bergamasco;
- decorazione della chiesa delle monache del Conventino a Bergamo;
- decorazione della villa Finazzi e della villa Perico;
- lunette nella Banca di Valcamonica a Breno;
- decorazione della chiesa parrocchiale a Cogno;
- cinque medaglie e altre decorazioni della villa Soldati a Lugano in Svizzera;
- medaglioni della volta e affreschi della facciata della chiesa parrocchiale a Pontedilegno;
- due sale della villa Gregorini (1908) e la sala da pranzo del palazzo della stessa famiglia (1917-1919) a Lovere;
- decorazione della villa Gregorini a Bossico (1912);
- pala d'altare Sacra famiglia con santi a Piamborno (1913);
- Madonna della Presolana A Chiuduno, donata dall'ing. Paolo Storti (1913);
- decorazioni della cappella della famiglia di Giuseppe Girlanzoni (1914);
- decorazione della chiesa parrocchiale e stazioni della Via Crucis (1921) a Medolago;
- decorazione della chiesetta e della Madonna del volto a Dogna (1937);